# Olho d'Água do Piauí
Olho d'Água do Piauí är en kommun i Brasilien.   Den ligger i delstaten Piauí, i den östra delen av landet, 1 300 km nordost om huvudstaden Brasília. Antalet invånare är 2 630. Arean är 220 kvadratkilometer.
Terrängen i Olho d'Água do Piauí är lite kuperad.
Omgivningarna runt Olho d'Água do Piauí är huvudsakligen savann. Runt Olho d'Água do Piauí är det glesbefolkat, med 15 invånare per kvadratkilometer.